# Satellitenbeobachtungsprogramm
Ein Satellitenbeobachtungsprogramm ist eine Institution zur geographischen Beobachtung globaler Ereignisse, seien sie natürlicher Natur, von militärischer oder wirtschaftlicher Bedeutung. Das wichtigste öffentliche dieser Programme ist UNOSAT, eine Institution der Vereinten Nationen in Genf, das den Auftrag hat, soziale und wirtschaftliche Krisenherde zu beobachten, auszuwerten und thematische Landkarten und Satellitenbilder zur freien Verfügung bereitzustellen. Hier finden sich Karten zu ethnischen Säuberungen, klimatischen Veränderungen, Rodungen und Naturkatastrophen.